# Simple Simon
Pour plus de détails, voir Fiche technique et Distribution.
Simple Simon (I rymden finns inga känslor, littéralement « Dans l’espace on ne ressent rien ») est une comédie suédoise d’Andreas Öhman sortie au cinéma le 13 septembre 2010. Le film était à l'origine destiné à passer sur la chaîne de télévision publique SVT. Le film a été sélectionné par la Suède pour concourir à une éventuelle nomination aux Oscars dans la catégorie du meilleur film en langue étrangère.

## Synopsis
Simon, dix-huit ans, partage un appartement avec son frère Sam et sa copine Frida. Simon souffre du syndrome d’Asperger et doit vivre selon un programme bien déterminé chaque jour pour se sentir bien. Lorsque la relation entre Sam et sa copine prend fin, Simon part en quête d’une nouvelle petite-amie pour son frère, non sans surprises.

## Fiche technique
- Titre : Simple Simon
- Titre original : I rymden finns inga känslor
- Réalisation : Andreas Öhman
- Scénario : Jonathan Sjöberg et Andreas Öhman
- Musique : Josef Tuulse
- Photographie : Niklas Johansson
- Montage : Mikael Johansson et Andreas Öhman
- Production : Jonathan Sjöberg et Bonnie Skoog
- Société de production : Naive
- Pays :  Suède
- Genre : Comédie dramatique
- Durée : 85 minutes
- Dates de sortie : 
  -  Suède : 3 septembre 2010

## Distribution[4]
- Bill Skarsgård : Simon
- Martin Wallström : Sam
- Cecilia Forss : Jennifer
- Mats Qviström : le patron
- Lotta Tejle : la mère de Simon
- Ingmar Virta : le père de Simon
- Sofie Hamilton : Frida
- Susanne Thorson : Jonna
- Per Andersson : le cuisinier français

- Ingmar Virta : Père de Simon
- Linda Skogh : Klara
- Petra Nylander : Lisa
- Sanne Mikaelsdotter : Fille parfaite
- Siri Hjorton-Wagner : Fille du vidéo store
- Anna Westin : Korvförsäljerska
- Andreas Nilsson : Collègue de Sam
- Anders Öhrström : Prostituée
- Robert Sandström : Homme en colère
- Katarina Norström : Dentiste
- Per Öhman : Voisin avec une échelle
- Björn-Erik Sundström : Voisin avec un taille haie
- Jarmo Eklund : Acheteur de tambour
- Petter Olofsson : Videobutikskund
- Margareta Carlsson : Femme dans l'ascenseur
- Jonathan Sjöberg : Agent de police
- Andreas Öhman : Clown
- Molly : Chien
- Nixon : Chien
- Bibbi : Chien
- Bonita : Chien

## Distinctions

### Récompenses
- 2010 : Meilleur film novella (Prix du public) au Festival international du film de Göteborg
- 2011 : Prix de la ville de Göteborg au Festival international du film de Göteborg
- 2011 : Prix du public au Festival du film de Belfast

### Nominations
- 2011 : Festival du film de Gand
- 2011 : 2e place comme meilleur long-métrage narratif (Prix du public) au Festival internationale du film de Palm Springs